# سيلفيو أفيليس
سيلفيو أفيليس (بالإسبانية: Silvio Ernesto Avilés)‏ هو لاعب كرة قدم نيكاراغوي في مركز الدفاع، ولد في 11 أغسطس 1980 في خينوتبي ‏ في نيكاراغوا. شارك مع منتخب نيكاراغوا لكرة القدم. أما مع النوادي، فقد لعب مع Diriangén FC ‏.

## وصلات خارجية
- سيلفيو أفيليس على موقع الاتحاد الدولي (مؤرشف)  (الإنجليزية)
- سيلفيو أفيليس على موقع قاعدة بيانات كرة القدم.إي يو (الإنجليزية)
- سيلفيو أفيليس على موقع ناشيونال فوتبول تيمز (الإنجليزية)
- سيلفيو أفيليس على موقع Soccerway.com (الإنجليزية)